# Hagenbecks djurpark
Hagenbecks djurpark (på tyska Tierpark Hagenbeck) är en djurpark i Hamburg.  Hagenbecks djurpark har kommit att bilda skola genom att de första så kallade frianläggningarna användes.

## Historia
Hagenbecks djurpark grundades 11 mars 1874 på före detta Neue Pferdemarkt i Stellingen. Carl Hagenbeck och hans far Gottfried Claes Carl Hagenbeck hade både bedrivit internationell handel med djur och visat djur på olika sätt sedan 1848. 
5 maj 1907 öppnades den djurpark som finns än idag i Stellingen. Den konkurrerade då med Zoologiska trädgården som existerade fram till 1930. Den nya djurparken kom att bilda skola genom att de första så kallade frianläggningarna användes. År 1911 porträtterade Lovis Corinth Carl Hagenbeck tillsammans med valrossen Pallas, en målning som idag är en del av Hamburgs konsthalls samlingar. 
Hagenbecks djurpark nämns i Evert Taubes visa "Möte i monsunen".

## Bilder

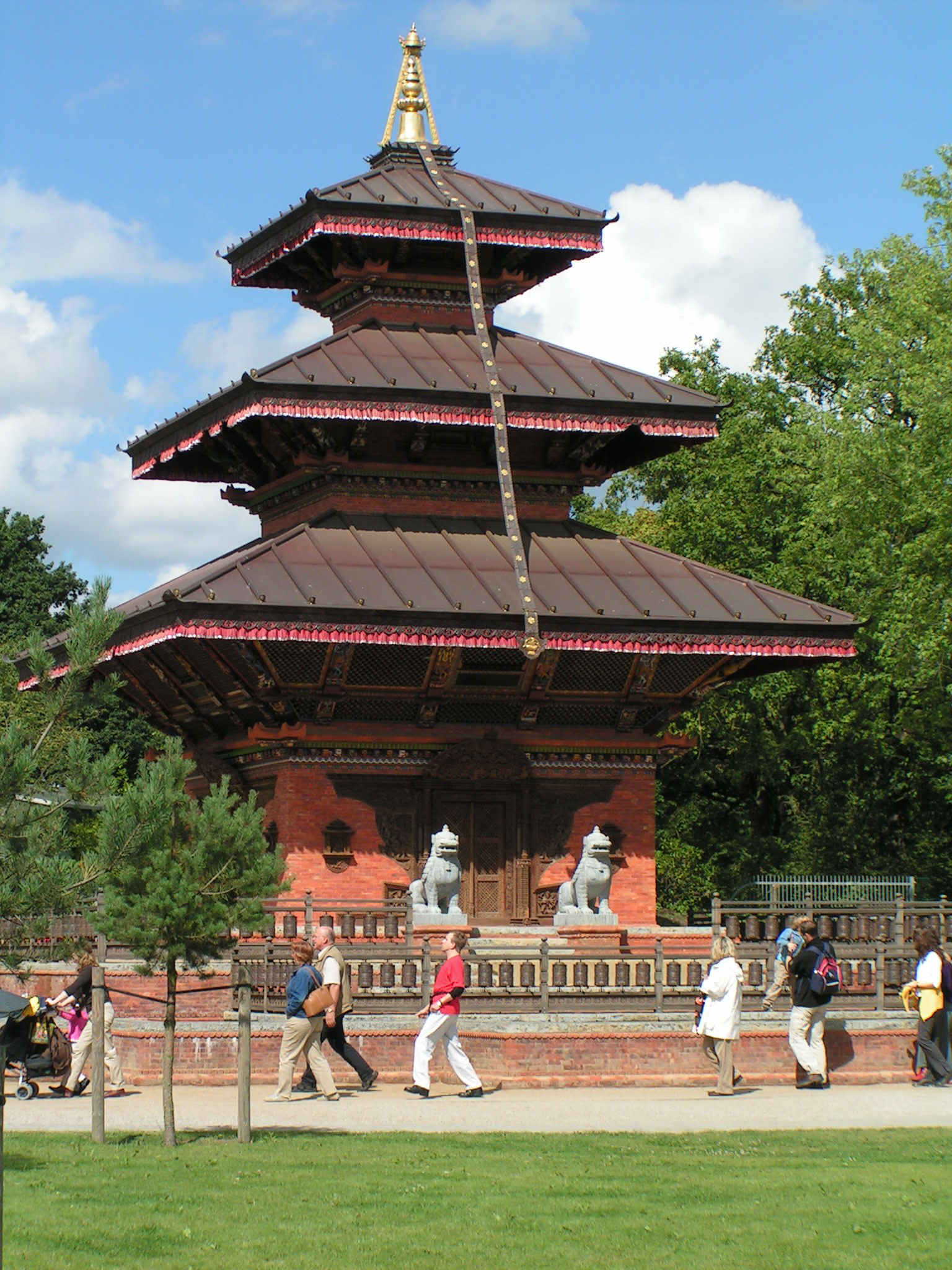
Pagod i Hagenbecks djurpark.
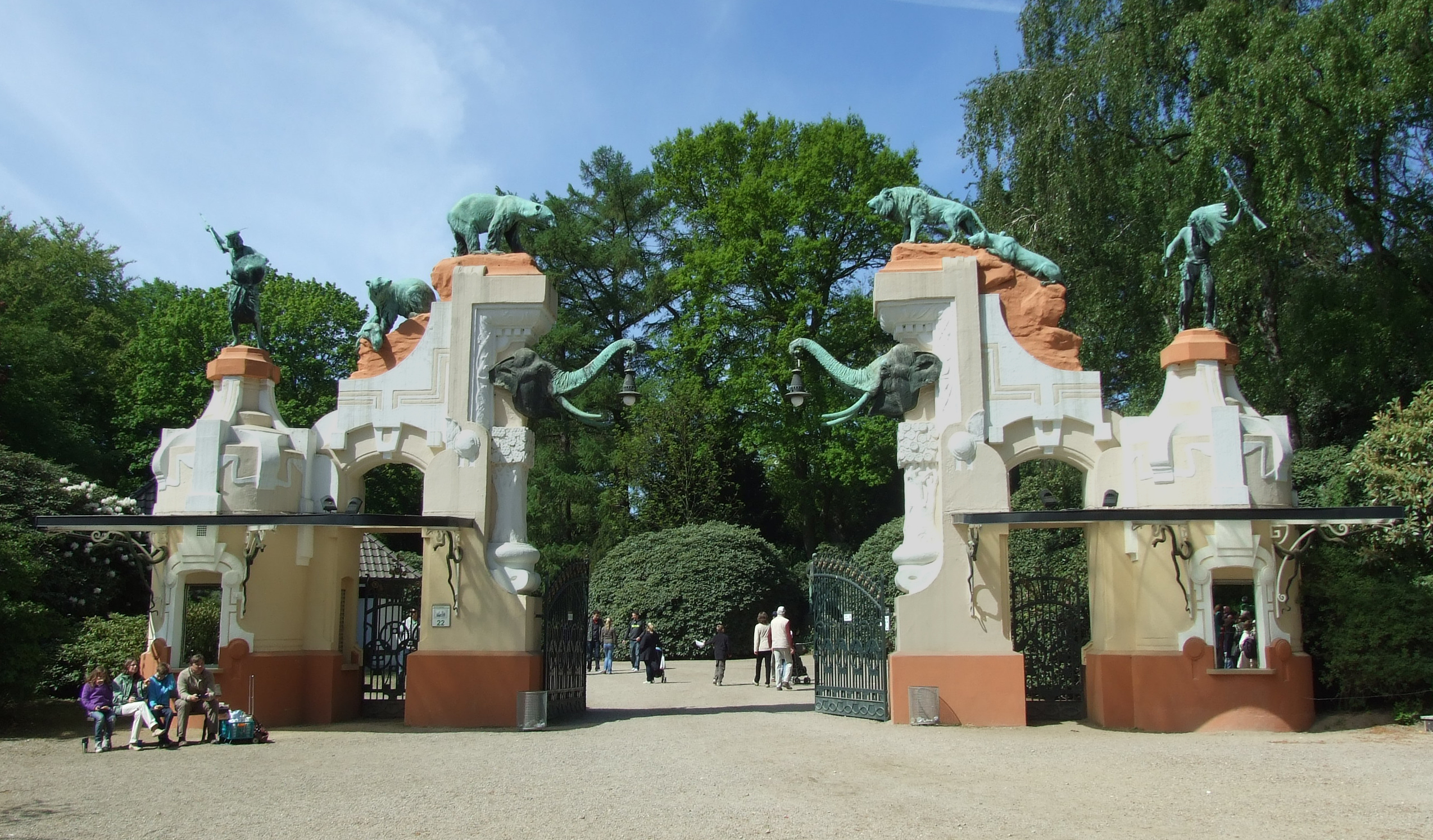
Den tidigare entrén.
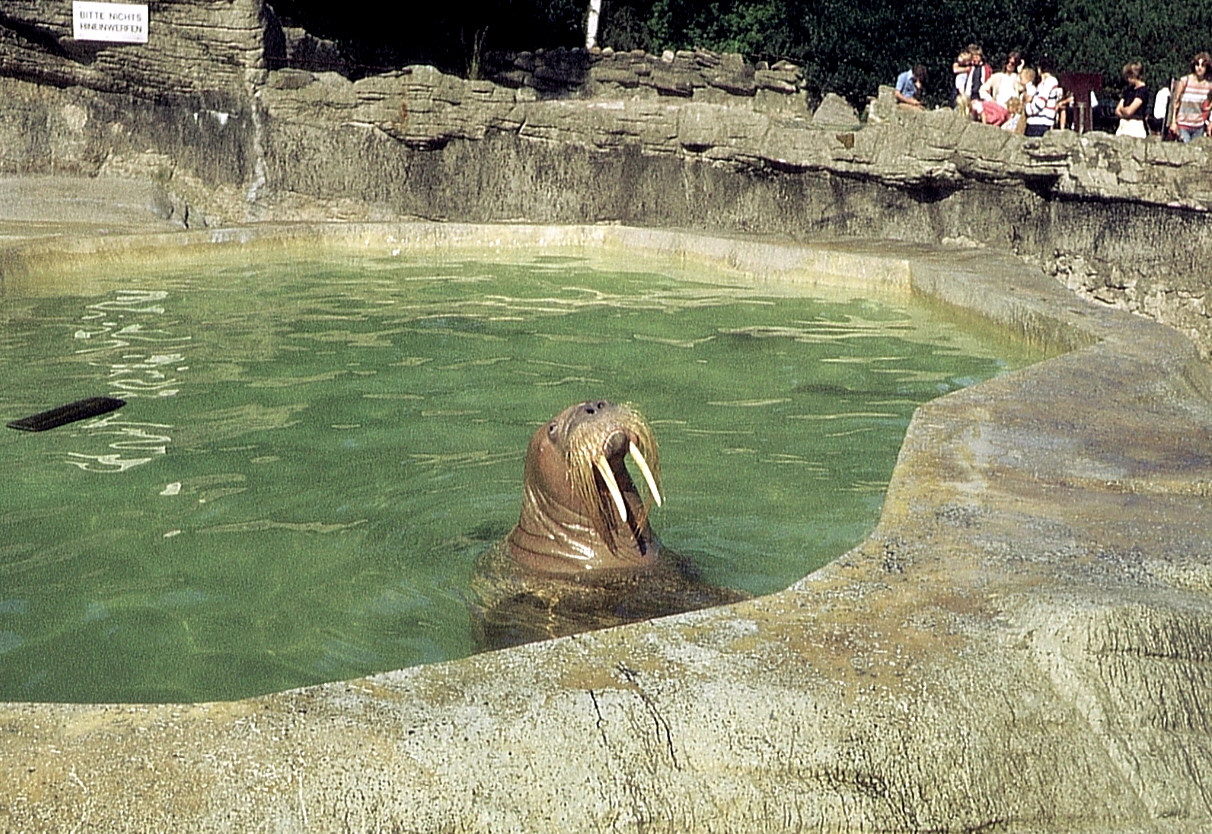
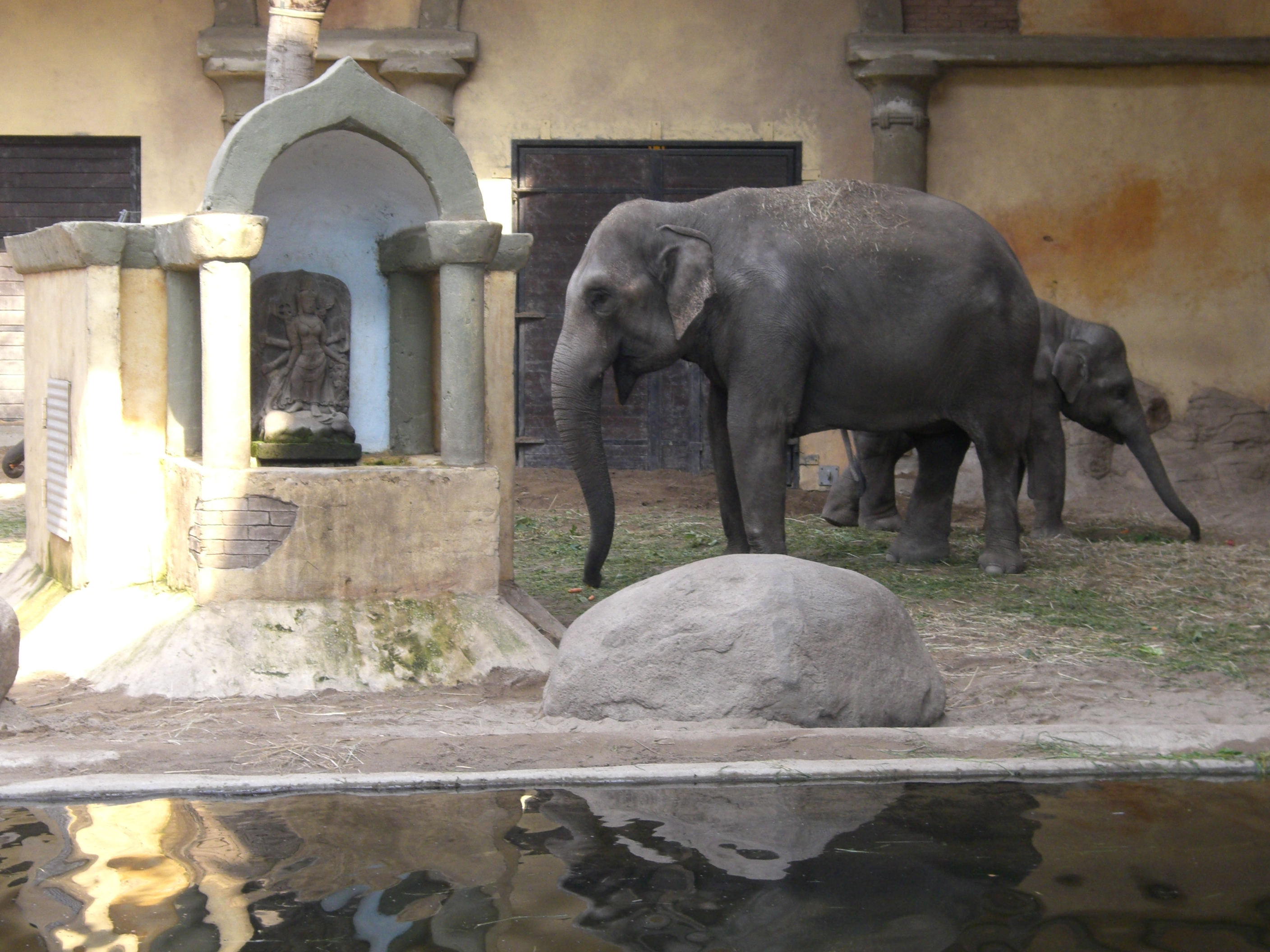